# Therlinya
Therlinya is een geslacht van spinnen uit de  familie van de Stiphidiidae.

## Soorten
- Therlinya angusta Gray & Smith, 2002
- Therlinya ballata Gray & Smith, 2002
- Therlinya bellinger Gray & Smith, 2002
- Therlinya foveolata Gray & Smith, 2002
- Therlinya horsemanae Gray & Smith, 2002
- Therlinya kiah Gray & Smith, 2002
- Therlinya lambkinae Gray & Smith, 2002
- Therlinya monteithi Gray & Smith, 2002
- Therlinya nasuta Gray & Smith, 2002
- Therlinya vexillum Gray & Smith, 2002
- Therlinya wiangaree Gray & Smith, 2002